# Sociedade Portuguesa de Escritores e Artistas Médicos
Sociedade Portuguesa de Escritores e Artistas Médicos (SOPEAM) é uma entidade portuguesa de médicos que se dedicam a Literatura e Artes.

## História
Foi criada em 1969 com a denominação de Sociedade Portuguesa de Escritores Médicos (SOPEM), nos moldes e filiada à União Mundial dos Escritores Médicos.
Sua primeira manifestação pública ocorreu na Ordem dos Médicos, numa homenagem a Júlio Dinis.
No ano de sua criação, já se fez representar no congresso mundial da UMEM, em Nice, França.
Em 1992 teve sob sua responsabilidade a realização do congresso mundial da UMEM.  Por ter apresentado obras de arte - particularmente pinturas - de artistas médicos, foi pleiteado mudar sua denominação para a atual, Sociedade Portuguesa de Escritores e Artistas Médicos. 

## Diretorias
Ao longo de sua existência, a entidade foi presididida pelos seguintes médicos:
- Barahona Fernandes - 1969 - 1991;
- Armando Moreno - 1991 - 1993;
- Carlos Vieira Reis - 1993 - 2004;
- Luís Lourenço - 2004 - 2010;
- Baltazar Matos Caeiro - 2010 - 2018
- António Trabulo - 2018 -

## Prêmios
A SOPEAM distribui vários prêmios literários e artísticos.
- Prémio Fialho de Almeida (Ficção)
- Prémio Abel Salazar (Ensaio)
- Prémio António Patrício (Poesia)
- Prémio Marcelino Mesquita (Teatro)
- Prémio Mário Botas (Pintura)
- Prémio Celestino Gomes (Escultura).

Para esses prêmios, criou o Troféu Serpis, que é oferecido a cada obra premiada.